# Aouint Lahna
Aouint Lahna  (in arabo عوينة لهنا‎?) è un centro abitato e comune rurale del Marocco situato nella provincia di Assa-Zag, regione di Guelmim-Oued Noun. Conta una popolazione di 2 391 abitanti (censimento 2014).